# Liste der Hochhäuser in Texas
In der Liste der Hochhäuser in Texas werden die Hochhäuser im US-Bundesstaat Texas ab einer strukturellen Höhe von 150 Metern aufgezählt; das bedeutet die Höhe bis zum höchsten Punkt des Gebäudes ohne Antenne.

## Auflistung der Hochhäuser nach Höhe
| Nr. | Name                              | Stadt       | Höhe                          | Etagen | Baujahr | Status |
| --- | --------------------------------- | ----------- | ----------------------------- | ------ | ------- | ------ |
| 1.  | JPMorgan Chase Tower              | Houston     | 305,4 m                       | 75     | 1982    | Erbaut |
| 2.  | Wells Fargo Plaza                 | Houston     | 302,4 m                       | 71     | 1983    | Erbaut |
| 3.  | Bank of America Plaza             | Dallas      | 280,7 m                       | 72     | 1985    | Erbaut |
| 4.  | Williams Tower                    | Houston     | 274,6 m                       | 64     | 1983    | Erbaut |
| 5.  | Renaissance Tower                 | Dallas      | 270,1 m (Höhe bis zu Spitze)  | 56     | 1974    | Erbaut |
| 6.  | 609 Main at Texas                 | Houston     | 250,7 m                       | 49     | 2017    | Erbaut |
| 7.  | Comerica Bank Tower               | Dallas      | 239,9 m                       | 60     | 1987    | Erbaut |
| 8.  | Bank of America Center            | Houston     | 237,7 m (Höhe bis zur Spitze) | 56     | 1983    | Erbaut |
| 9.  | Heritage Plaza                    | Houston     | 232,3 m                       | 53     | 1987    | Erbaut |
| 10. | Enterprise Plaza                  | Houston     | 230,4 m                       | 55     | 1980    | Erbaut |
| 11. | CenterPoint Energy Plaza          | Houston     | 225,9 m                       | 53     | 1974    | Erbaut |
| 12. | JPMorgan Chase Tower              | Dallas      | 225 m                         | 55     | 1987    | Erbaut |
| 13. | 1600 Smith Street                 | Houston     | 223,1 m                       | 53     | 1984    | Erbaut |
| 14. | Fulbright Tower                   | Houston     | 221 m                         | 52     | 1982    | Erbaut |
| 15. | Fountain Place                    | Dallas      | 219,5 m                       | 63     | 1986    | Erbaut |
| 16. | One Shell Plaza                   | Houston     | 217,6 m                       | 50     | 1971    | Erbaut |
| 17. | 1400 Smith                        | Houston     | 210,6 m                       | 50     | 1983    | Erbaut |
| 18. | The Independent                   | Austin      | 210,3 m                       | 58     | 2019    | in Bau |
| 19. | Trammell Crow Center              | Dallas      | 209,1 m                       | 50     | 1985    | Erbaut |
| 20. | Three Allen Center                | Houston     | 208,7 m                       | 50     | 1980    | Erbaut |
| 21. | The Austonian                     | Austin      | 208,2 m                       | 56     | 2010    | Erbaut |
| 22. | One Houston Center                | Houston     | 206,6 m                       | 46     | 1978    | Erbaut |
| 23. | First City Tower                  | Houston     | 201,7 m                       | 49     | 1981    | Erbaut |
| 24. | 1700 Pacific                      | Dallas      | 199,7 m                       | 50     | 1983    | Erbaut |
| 25. | Thanksgiving Tower                | Dallas      | 196,5 m                       | 50     | 1982    | Erbaut |
| 26. | BG Group Place                    | Houston     | 192 m                         | 46     | 2011    | Erbaut |
| 27. | Energy Plaza                      | Dallas      | 191,7 m                       | 49     | 1983    | Erbaut |
| 28. | San Felipe Plaza                  | Houston     | 190,5 m                       | 45     | 1984    | Erbaut |
| =   | Elm Place                         | Dallas      | 190,5 m                       | 52     | 1965    | Erbaut |
| 30. | ExxonMobil Building               | Houston     | 185 m                         | 44     | 1963    | Erbaut |
| 31. | Republic Center Tower I           | Dallas      | 183,5 m (Höhe bis zur Spitze) | 36     | 1954    | Erbaut |
| 32. | 1500 Louisiana                    | Houston     | 182,9 m                       | 40     | 2002    | Erbaut |
| 33. | Republic Center Tower II          | Dallas      | 182,3 m                       | 53     | 1964    | Erbaut |
| 34. | Fairmont Austin                   | Austin      | 181,4 m (Höhe bis zu Spitze)  | 37     | 2018    | Erbaut |
| 35. | American General Center           | Houston     | 180 m                         | 42     | 1983    | Erbaut |
| 36. | 360 Condominiums                  | Austin      | 177,1 m (Höhe bis zu Spitze)  | 44     | 2008    | Erbaut |
| 37. | One AT&T Plaza                    | Dallas      | 176,8 m                       | 37     | 1984    | Erbaut |
| 38. | Lincoln Plaza                     | Dallas      | 176,5 m                       | 45     | 1984    | Erbaut |
| 39. | Two Houston Center                | Houston     | 176,4 m                       | 40     | 1974    | Erbaut |
| 40. | Burnett Plaza                     | Fort Worth  | 172,2 m                       | 40     | 1983    | Erbaut |
| 41. | 360 Condominiums                  | Austin      | 171,5 m                       | 44     | 2008    | Erbaut |
| 42. | Marathon Oil Tower                | Houston     | 171 m                         | 41     | 1983    | Erbaut |
| 43. | Museum Tower                      | Dallas      | 170,7 m                       | 42     | 2012    | Erbaut |
| =   | Cityplace Center                  | Dallas      | 170,7 m                       | 42     | 1988    | Erbaut |
| 45. | Wedge International Tower         | Houston     | 168 m                         | 43     | 1983    | Erbaut |
| 46. | KBR Tower                         | Houston     | 167,6 m                       | 40     | 1973    | Erbaut |
| =   | Sheraton Dallas Hotel             | Dallas      | 167,6 m                       | 42     | 1959    | Erbaut |
| 48. | D.R. Horton Tower                 | Fort Worth  | 167 m                         | 38     | 1984    | Erbaut |
| 49. | Marriott Rivercenter              | San Antonio | 164,4 m (Höhe bis zur Spitze) | 38     | 1988    | Erbaut |
| 50. | 2929 Wesalayan                    | Houston     | 162,5 m                       | 39     | 2015    | Erbaut |
| 51. | Carter & Burgess Plaza            | Fort Worth  | 160 m                         | 40     | 1983    | Erbaut |
| 52. | Pennzoil Plaza                    | Houston     | 159,4 m                       | 36     | 1976    | Erbaut |
| 53. | Mercantile National Bank Building | Dallas      | 159,4 m (Höhe bis zur Spitze) | 31     | 1943    | Erbaut |
| 54. | Devon Energy Tower                | Houston     | 159 m                         | 36     | 1978    | Erbaut |
| 55. | Reliant Energy Plaza              | Houston     | 158 m                         | 36     | 2003    | Erbaut |
| =   | Louisiana Place                   | Houston     | 158 m                         | 35     | 1971    | Erbaut |
| 57. | Frost Bank Tower                  | Austin      | 157 m                         | 33     | 2004    | Erbaut |
| 58. | Bryan Tower                       | Dallas      | 156,1 m                       | 34     | 1973    | Erbaut |
| 59. | Methodist Hospital Care Center    | Houston     | 156,1 m                       | 25     | 2010    | Erbaut |
| 60. | The Huntington                    | Houston     | 153 m                         | 34     | 1984    | Erbaut |
| 61. | El Paso Energy Building           | Houston     | 153 m                         | 33     | 1963    | Erbaut |
| 62. | One Park Place                    | Houston     | 152,7 m                       | 37     | 2009    | Erbaut |
| 63. | Memorial Hermann Tower            | Houston     | 152,4 m                       | 33     | 2009    | Erbaut |
| 64. | Market Square                     | Houston     | 151,8 m                       | 40     | 2017    | Erbaut |
| 65. | Magnolia Hotel                    | Dallas      | 150,2 m (Höhe bis zur Spitze) | 29     | 1923    | Erbaut |